# استان تونجلی
تونجلی (ترکی استانبولی: Tunceli، کردی: Dêrsim) نام یکی از ۸۱ استان ترکیه است که مرکز آن هم شهر تونجلی است. این استان در ناحیه آناتولی شرقی واقع شده‌است و‌ اکثریت ساکنین آن را کردهای زازاکی علوی تشکیل میدهند.
کردهای کرمانج به این استان درسیم می‌گویند. بعد از سرکوب قیام کردها در درسیم در سال ۱۹۳۷ تا ۱۹۳۸ دولت ترکیه نام تاریخی درسیم (در کردی و فارسی: دَرِ سیم، دروازه نقره‌ای) را به تونجلی (زمین برنزی) تغییر داد. این نام‌گذاری همواره باعث دعواهای سیاسی و نظامی بوده‌ است.  با آغاز گفتگوهای صلح بین حزب کارگران کردستان و دولت ترکیه در سال ۲۰۱۳ مقامات محلی تصمیم گرفتند نام اصلی کردی درسیم را به شهر بازگرداندند اما فرماندار گفت که نام درسیم خلاف قانون است.

## شهرستان‌ها

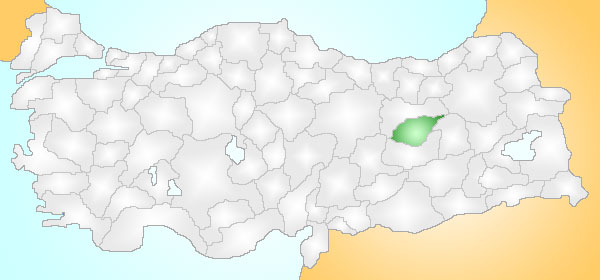

- چمیشگزک
- خوزات
- مازگرد
- ناظمیه
- اواجیک
- پرتک
- پولومور
- تونجلی